# PZL.44 Wicher
Die PZL.44 Wicher war ein zweimotoriges Verkehrs- und Transportflugzeug des polnischen Flugzeugherstellers Państwowe Zakłady Lotnicze (PZL).

## Geschichte
Ende 1935 wies das polnische Transportministerium das Unternehmen PZL an, Studien für ein auf der Douglas DC-2 basierendes Verkehrsflugzeug anzufertigen, das als Ersatz für veraltete Fokker F-VII b/3m dienen könnte. Es sollte 14 Passagiere transportieren, als Antrieb zwei jeweils 850 PS leistende Wright Cyclone verwenden und 1938 in Serienfertigung gehen können. Die als Ergebnis vorgestellte PZL.44 Wicher (dt.: Sturm) war kleiner aber schwerer als die DC-2. Dies hatte zur Folge, dass die Flächenbelastung gegenüber der DC-2 deutlich höher, die Reisegeschwindigkeit etwas geringer und die Reichweite größer war.
Die Verantwortung für die Konstruktion der Wicher lag bei Wsiewołod Jakimiuk, der später als Chefkonstrukteur von De Havilland Canada bekannt werden sollte. Während der Entwicklungszeit der Wicher beschaffte die LOT eine Flotte von Lockheed 10 Electra und Lockheed 14 und zeigte wenig Neigung, in Polen hergestellte Flugzeuge zu beschaffen. Ein Grund war der zu erwartende hohe Preis der PZL.44 wegen des geringen Produktionsumfangs.
Der Erstflug fand Ende März 1938 statt und am Jahresende ging die PZL.44 zu LOT zur Erprobung, die bis März 1939 andauerte. Das Flugzeug wurde dann an PZL zurückgegeben, um einige Verbesserungen durchzuführen. Im April 1939 erhielt das Flugzeug das Kennzeichen SP-WHR und es begannen Linientestflüge. Dabei zeigten sich jedoch einige Mängel und erwartete Flugleistungen wurden nicht erreicht. Nach weiteren Modifikationen und wieder aufgenommenen Linienflügen war auch beim Einmarsch der deutschen Armee in Polen noch keine Entscheidung über den Serienbau gefallen. Kurz nach dem Beginn des Krieges wurde die Wicher von dem Piloten Klisz, der bei der LOT arbeitete, in die Sowjetunion geflogen.
Letztlich war die PZL.44 eine moderne und zeitgemäße Konstruktion, kam aber zu spät, um Erfolg zu haben. Der sich in den 1930er Jahren stark entwickelnde Luftverkehr benötigte recht schnell große Flugzeuge. Die am 11. Mai 1934 erstgeflogene DC-2, mit der die PZL.44 konkurrieren sollte, war zwar ein wichtiger Meilenstein der Luftfahrtgeschichte, wurde aber recht schnell zur DC-3 mit doppelter Passagierzahl weiterentwickelt. Die erfolgreiche DC-3 flog erstmals am 17. Dezember 1935, also lange vor der PZL.44 und nur anderthalb Jahre nach der DC-2. Es zeichnete sich 1939 ganz deutlich ab, dass die PZL.44 keine echte Konkurrenz zur DC-2 werden würde, da diese schon lange vorher (ihre Produktion wurde 1937 schon vor dem Erstflug der PZL.44 zu Gunsten der DC-3 eingestellt) von der wirtschaftlicheren DC-3 abgelöst wurde.

## Konstruktion
Die PZL.44 war ein zweimotoriger Tiefdecker in Ganzmetallbauweise mit doppeltem Seitenleitwerk. Die Tragflächen hatten einen Kastenholm und stoffbespannte Querruder. Die Querruder und Spreizklappen gingen über die gesamte Tragflächenhinterkante. Der in Halbschalenbauweise ausgeführte Rumpf hatte einen ovalen Querschnitt. Die Rumpfspitze war interessanterweise mit Sperrholz verkleidet. Das Fahrwerk war einschließlich des Spornrads vollständig einfahrbar. Vorn auf der linken Seite befand sich der Besatzungseinstieg, links hinten stiegen die Fluggäste ein.

## Technische Daten

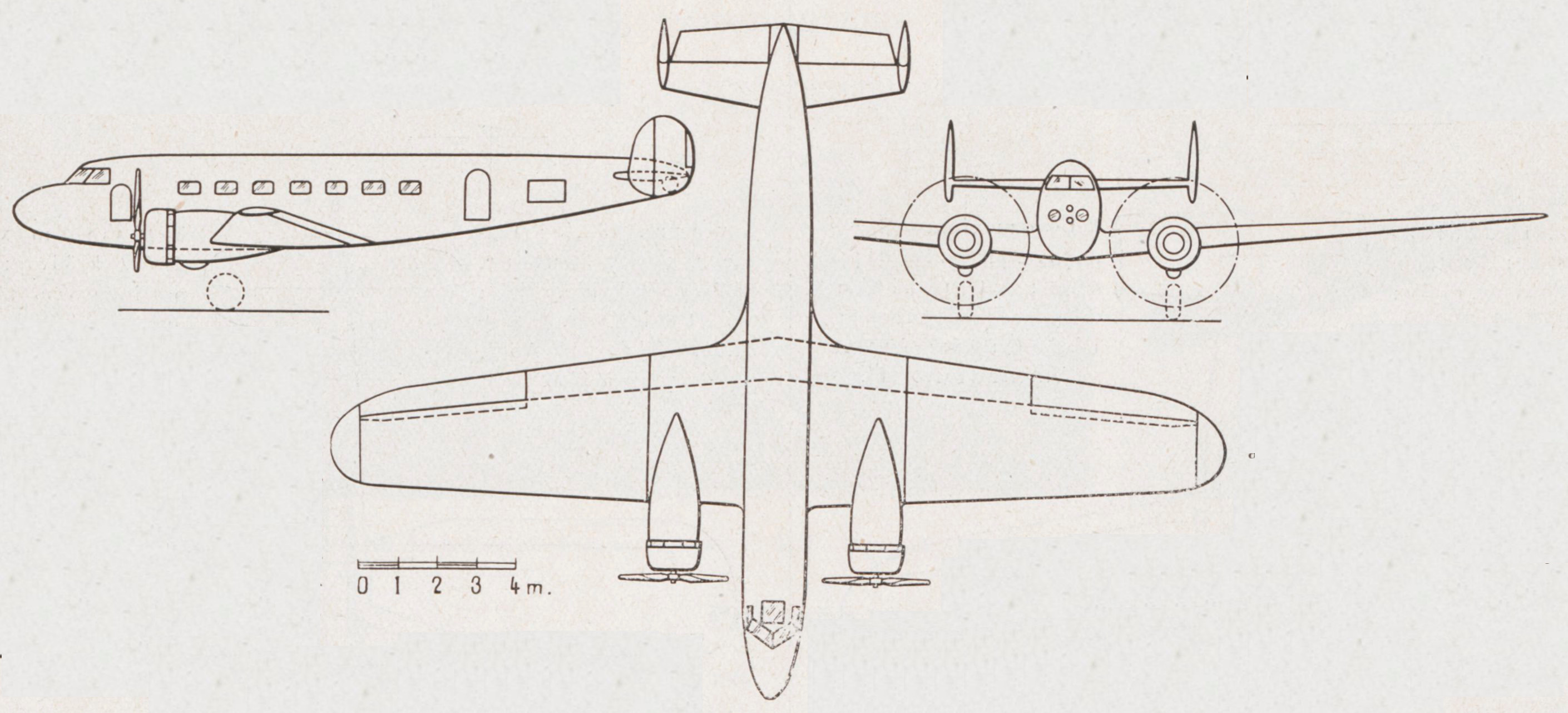
Dreiseitenansicht PZL.44 Wicher

| Kenngröße             | Daten                                                                        |
| --------------------- | ---------------------------------------------------------------------------- |
| Besatzung             | 4                                                                            |
| Passagiere            | 14                                                                           |
| Länge                 | 18,47 m                                                                      |
| Spannweite            | 23,83 m                                                                      |
| Flügelfläche          | 75,0 m²                                                                      |
| Flügelstreckung       | 7,6                                                                          |
| Leermasse             | 6000 kg                                                                      |
| Startmasse            | 9270 kg                                                                      |
| Höchstgeschwindigkeit | 358 km/h                                                                     |
| Reisegeschwindigkeit  | 278 km/h                                                                     |
| Dienstgipfelhöhe      | 6850 m                                                                       |
| Reichweite            | 1830 km                                                                      |
| Triebwerke            | 2 × Neunzylinder-Sternmotor Wright GR-1820-G2 Cyclone mit je 850 PS (625 kW) |